# Tabernes Blanques
Tabernes Blanques (en valenciano, Tavernes Blanques) es un municipio español de la Comunidad Valenciana que pertenece a la provincia de Valencia, en la comarca de la Huerta Norte. Su población censada en 2023 era de 9456 habitantes (INE).

## Toponimia
El origen del topónimo Tabernes Blanques es discutido. La primera parte, Tabernes, hace referencia casi con total seguridad a algunas antiguas tabernas romanas en la Vía Augusta, que cruzaba la actual población de norte a sur. El segundo término, Blanques, ha dado lugar a mayores especulaciones sin confirmar: que las tabernas estuvieran enjabelgadas, que hubiera una población de curtidores de piel (blanquers en valenciano) o que el suelo en que se asentaron las primeras construcciones fuera de un color blanquinoso son algunas de las posibilidades.
La denominación actual de Tavernes Blanques (en valenciano) fue establecida con carácter único y oficial por decreto del Consejo de la Generalidad Valenciana el 25 de enero de 1982, publicado en el Diario Oficial de la Generalidad Valenciana el 1 de febrero de 1982 y en el Boletín Oficial del Estado el 20 de abril de 1982.

## Geografía
Los límites del municipio de Tabernes Blanques, de solo 0,74 km² de superficie, están condicionados al norte por el barranco del Carraixet, que conforma la frontera con Almácera y Bonrepós y Mirambell, al oeste la histórica acequia de Rascaña marca el límite con la pedanía valenciana de Carpesa, al este otras acequias secundarias lo separan de la población de Alboraya, y al sur la acequia de la Font, que determina parte del límite con campos de la huerta norte de la ciudad de Valencia.
Localidades limítrofes
| Noroeste: Valencia | Norte: Bonrepós y Mirambell y Almácera | Noreste: Almácera |
| Oeste: Valencia    |                                        | Este: Alboraya    |
| Suroeste: Valencia | Sur: Valencia                          | Sureste: Valencia |

## Historia

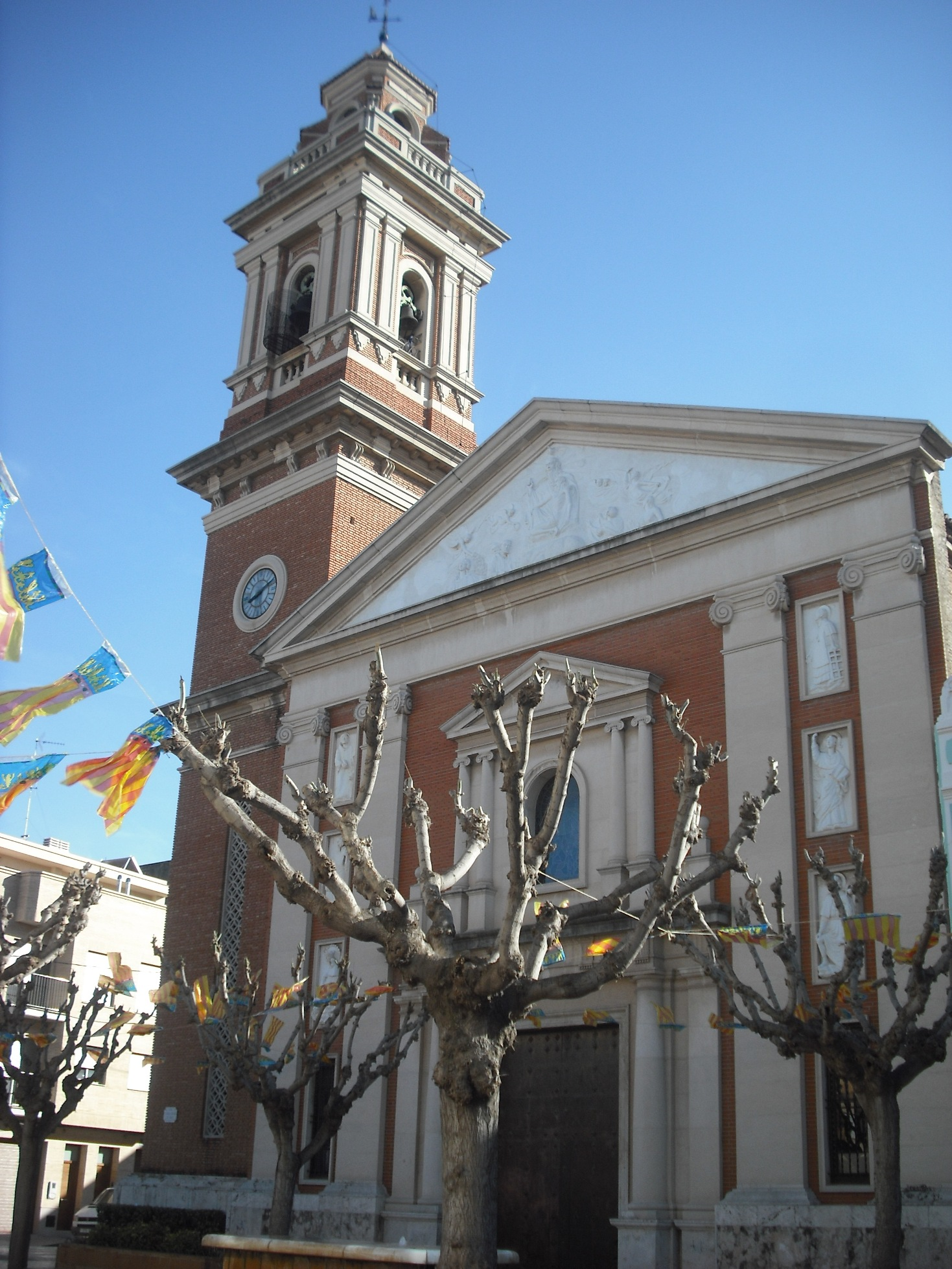
Iglesia parroquial de la Trinidad

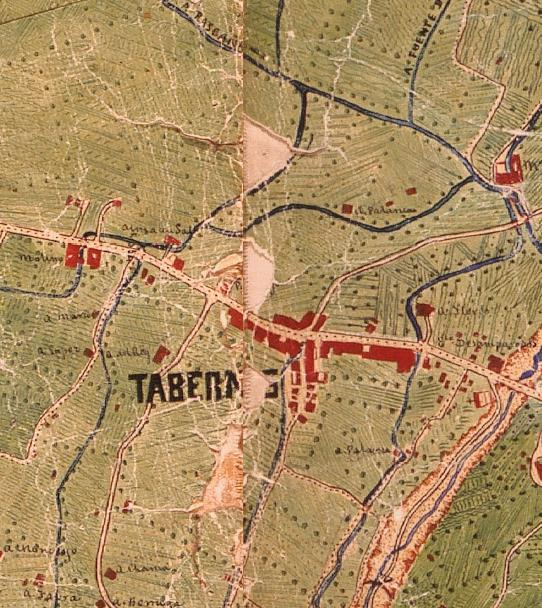
Tabernes Blanques en 1883

Se acepta que el origen de Tabernes Blanques se halla al menos en época romana, cuando presuntamente existía una taberna en las proximidades de la Vía Augusta que unía Roma con Cádiz. Comoquiera que sea, el primer testimonio directo es un documento de 1445 que menciona la pertenencia del señorío de Tabernes Blanques a Bernardo Peris, cuya familia residía en la población adjunta. Otros señores del lugar fueron Francisco de Borja y Alfonso de Aragón, que lo compró a la familia Borja y lo donó en testamento al Monasterio de San Jerónimo de Cotalba, en Alfauir, muy cerca de Gandía. Éste ejerció el señorío del lugar durante más de tres siglos, teniendo como derechos el de nombrar al justicia (alcalde) y los dos consejeros que regían el pueblo durante un año. El monasterio lo conservó hasta la definitiva exclaustración de los monjes por orden gubernativa en 1835 siendo todas sus propiedades incautadas por el Estado.
La parroquia de Tabernes Blanques se formó el 8 de agosto de 1631 por desmembramiento de la de San Lorenzo de Valencia y la de Carpesa, evidenciándose por la construcción de la iglesia de la Trinidad. El templo original quedó muy dañado por el terremoto de 1768 y fue destruida en 1936, tras lo cual se levantó un nuevo templo en 1939.
En 1837 se creó el municipio de Tabernes Blanques, al quedar abolidos definitivamente los señoríos de España y el escudo oficial fue aprobado por el Ministerio de Gobernación en 1951. La denominación de Tavernes Blanques, en sustitución de Tabernes Blanques, fue establecida por un decreto del Consell de fecha 25 de enero de 1982, publicado en el Diario Oficial de la Comunidad Valenciana de 1 de febrero de 1982 y en el Boletín Oficial del Estado de 20 de abril de 1982.

## Demografía
Tabernes Blanques cuenta con una población de 9635 habitantes (INE 2024).
| Gráfica de evolución demográfica de Tabernes Blanques entre 1842 y 2021                                             |
| |
| Población de derecho según los censos de población del INE Población de hecho según los censos de población del INE |

En 1572 el pueblo tenía 36 vecinos (unos 144 habitantes), que descendieron a 29 (116 hab.) en 1607 pero retornaron a los 36 en 1646. En 1877 Tabernes Blanques alcanzó los 535 habitantes. En 1940 superó por primera vez las 2000 personas y a partir de entonces el crecimiento ha sido constante.

## Urbanismo
El núcleo urbano de Tabernes Blanques, que ocupa la práctica totalidad de su término municipal, se halla condicionado principalmente por la antigua N-340 (carretera de Barcelona), que dio origen a su calle Mayor. De la parte más antigua del pueblo apenas quedan restos, como consecuencia del terremoto de 1768. El ensanche moderno se formó alrededor de la antigua N-340 en dirección a Valencia, y en torno a calles como la de la Font (antigua partida rural), del Doctor Pesset, de Ausiàs March, etc. El alto grado de urbanización se explica por la proximidad a Valencia y el desarrollo industrial.

## Economía
La economía tradicional de Tabernes Blanques ha estado centrada en la industria cárnica. A diferencia de los pueblos cercanos, en Tabernes Blanques se potenció la explotación del ganado porcino y vacuno, con el establecimiento de cebaderos (popularmente porcateres), mataderos y carnicerías. La existencia de fielato en el límite de la ciudad de Valencia propició el comercio de la carne. Algunos establecimientos, como el matadero de José marqués Cuñat, persistieron hasta ser sede de marcas como Oscar Mayer y Primayor. A partir de mediados del siglo XX también se establecieron algunas industrias de refrescos, entre ellas La Casera. Sin embargo, la actividad industrial del municipio se ha reducido considerablemente en las últimas décadas, siendo sustituida por el sector servicios. En 2003 un 57,5 % de la población se dedicaba al sector servicios, un 43,3 % a la industria y tan solo un 2 % a la agricultura.
En 1977 nació Mercadona como maniobra de integración horizontal de "Cárnicas Roig" para establecerse como cadena de tiendas de ultramarinos. La considerada primera tienda se ubica en tabernes blanques, donde sita su sede central. El gigante alimenticio compró en 2019 las inmediaciones del supermercado y rehabilitó la plaza de España, situada frente al establecimiento saneando la zona e incrementando el tránsito. Mercadona ha cedido el terreno al ayuntamiento de la localidad.
También se ubica en Tabernes Blanques la sede central de Lladró.

## Administración y política

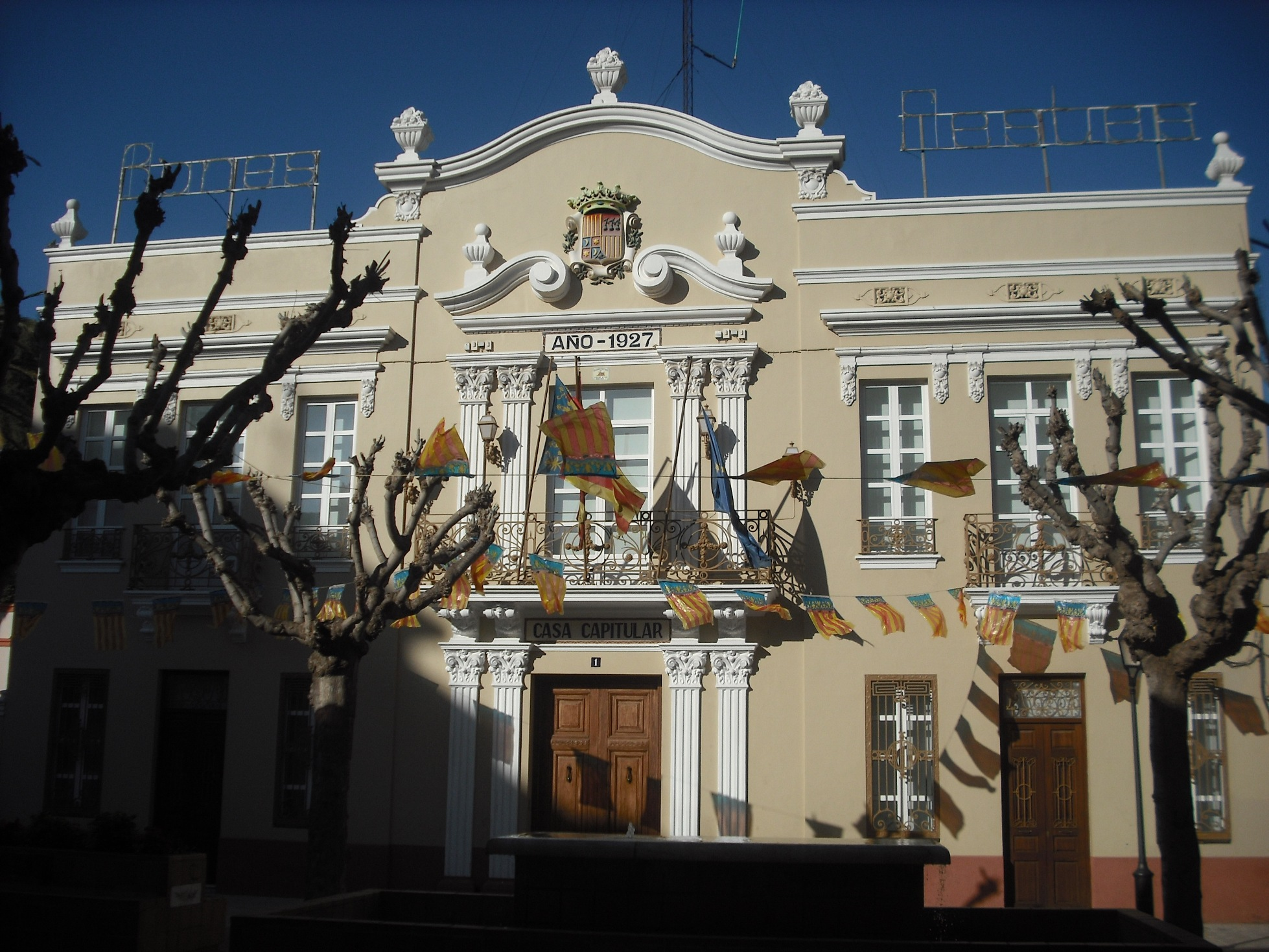
Edificio del ayuntamiento de Tabernes Blanques

En las elecciones de 26 de mayo de 2003, el Partido Popular logró desbancar por primera vez al PSPV-PSOE del gobierno municipal de Tabernes Blanques (2252 frente a 1758 de un total de 4949 votos emitidos, el 69,02 % del censo). Desde esa fecha hasta el 2015 la presidencia del ayuntamiento correspondió a Arturo Ros Ribes (PP).
| Periodo   | Nombre                    | Partido   |
| --------- | ------------------------- | --------- |
| 1979-1983 | Francisco Roig Salavert   | PSPV-PSOE |
| 1983-1987 | Francisco Roig Salavert   | PSPV-PSOE |
| 1987-1991 | Francisco Roig Salavert   | PSPV-PSOE |
| 1991-1995 | Francisco Roig Salavert   | PSPV-PSOE |
| 1995-1999 | Miguel Jorda Morales      | PSPV-PSOE |
| 1999-2003 | Miguel Jorda Morales      | PSPV-PSOE |
| 2003-2007 | Arturo Ros Ribes          | PP        |
| 2007-2011 | Arturo Ros Ribes          | PP        |
| 2011-2015 | Arturo Ros Ribes          | PP        |
| 2015-2019 | Mari Carmen Marco Aguilar | PSPV-PSOE |
| 2019-2023 | Mari Carmen Marco Aguilar | PSPV-PSOE |
| 2023-act. | Arturo Ros Ribes          | PP        |

## Patrimonio

### Patrimonio religioso

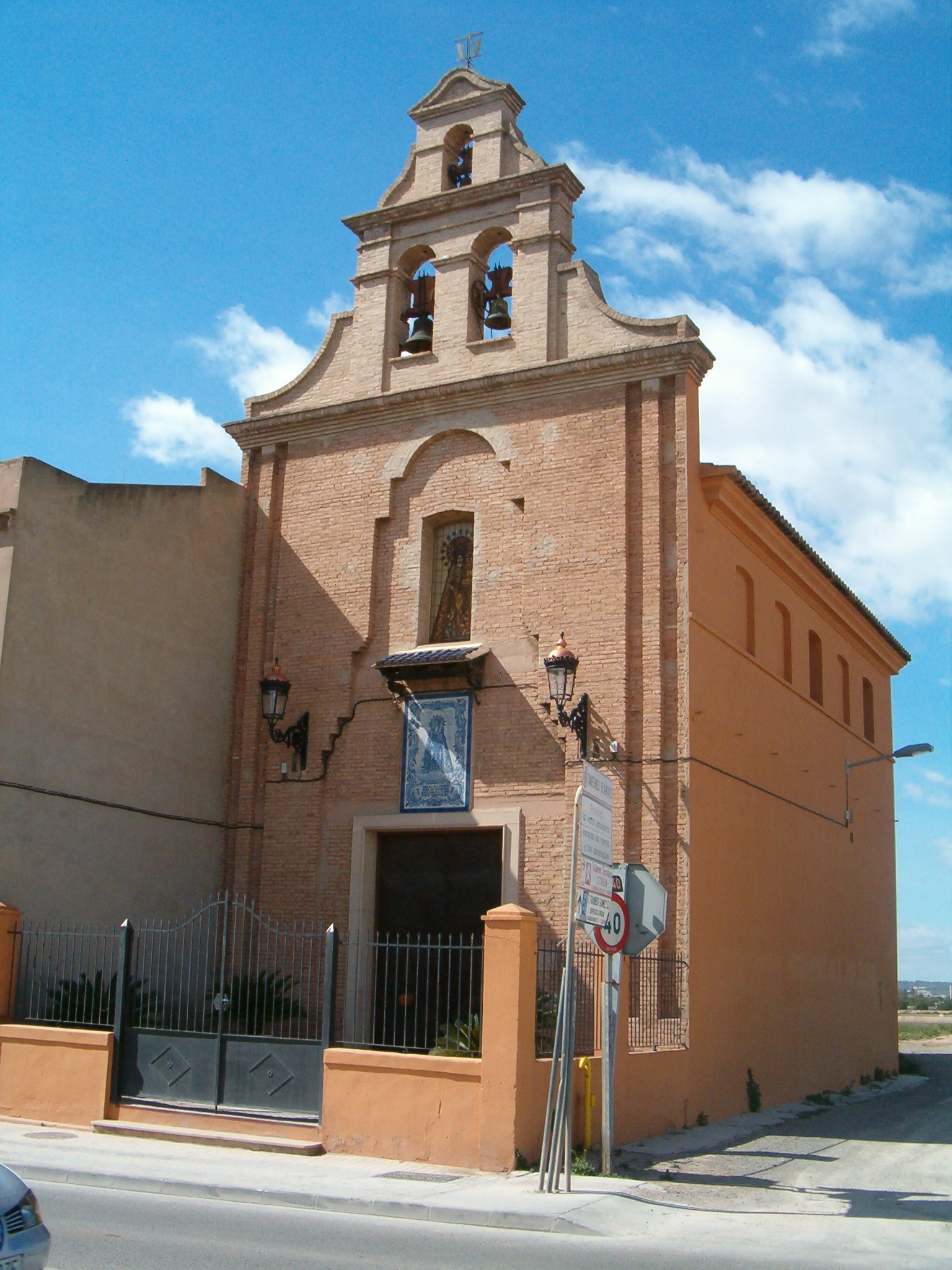
Ermita del Carraixet

- Ermita de la Virgen de los Desamparados del Carraixet: En el siglo XV, tras las ejecuciones públicas que se llevaban a cabo en la plaza del Mercado de Valencia, era costumbre trasladar los cadáveres al cementerio de los ajusticiados al margen del barranco del Carraixet donde eran expuestos.[11] Los miembros de la Cofradía de los Santos Inocentes Mártires, construyeron la ermita en 1447 donde se encontraba el cementerio y daban sepultura de los despojos, en la partida llamada de "Los Desamparados", que perteneció a Alboraya hasta la década de 1920, cuando fue segregada por Real Decreto.[12] En 1790 cesó la exposición de los cadáveres pero en el jardín de enfrente seguían los ahorcamientos dada la vigencia de la pena de muerte hasta principios del siglo XIX. La edificación actual comenzó en 1932 y finalizó en 1942 tras la paralización de la construcción durante la guerra civil. La cofradía, cuyas prácticas caritativas cesaron en 1790, sigue viva en la actualidad. Celebran culto a la Virgen de los Desamparados del Carraixet, representada por una talla de madera policromada creada en 1939 por el escultor valenciano Pío Mollar Franch,[13] el día 16 de agosto.
- Iglesia parroquial de la Trinidad: Sus obras se iniciaron en 1939 según planos de Peris Vallbona, para sustituir al antiguo templo del siglo XVII, que se había levantado al desmembrarse la parroquia de San Lorenzo de Valencia y la de Carpesa el 8 de agosto de 1631 y se había destruido en 1936, durante la guerra civil. Martínez Aloy, que aún la pudo ver, describe algunos de sus elementos, como la «portada de piedra y espadaña con dos huecos que hace las veces de campanario».[14] El templo actual, inaugurado en 1948, es una estructura sencilla de una sola nave, acompañado por un campanario de tres cuerpos que se terminó en 1969.[7] El altar está dominado por un mural realizado por Luis Domingo García.[15]

### Patrimonio civil

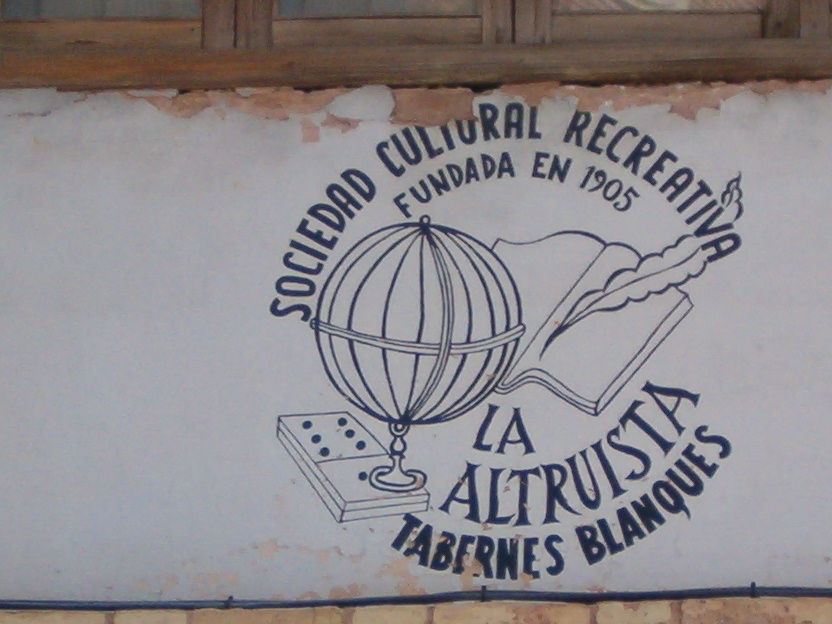
La Altruista

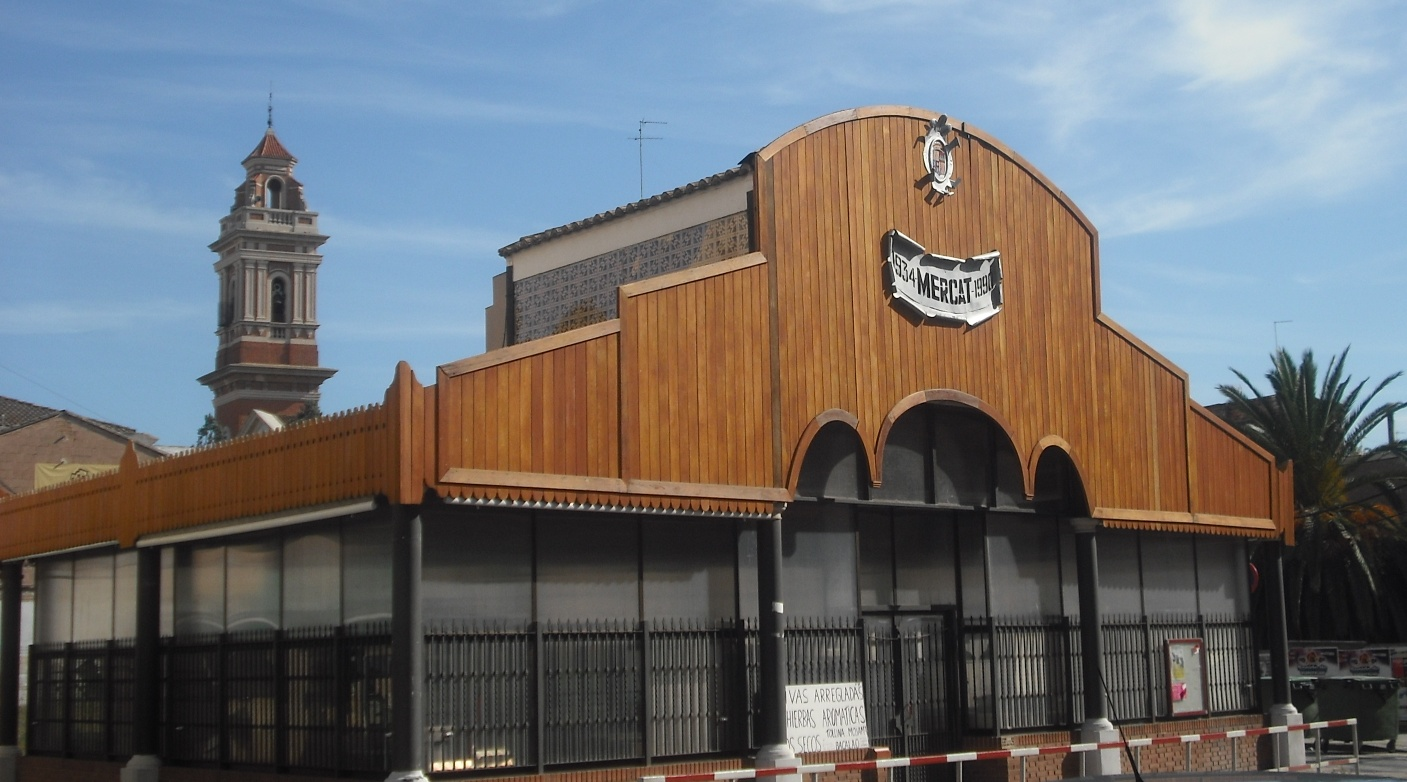
El Mercado

- Ayuntamiento: Aunque no se sabe la fecha exacta de su construcción, las obras, bajo la dirección de V. C. Marzo, debían de haber empezado en 1862 como muy tarde, según consta en el archivo municipal de Tabernes Blanques.[16] El edificio estaba proyectado para ser sede de las escuelas y viviendas de los maestros y constaba de dos aulas en la planta baja (una para niños y otra para niñas) y sendas viviendas (una para el maestro y otra para la maestra) en la planta primera. En 1925 el arquitecto Javier Goerlich proyectó una remodelación del edificio, ampliando las dimensiones a fin de dar cabida a una Sala Capitular (como se lee en la fachada). Esta remodelación conllevó una nueva decoración, de estilo ecléctico, con elementos neoclásicos, modernistas y barrocos. En 1991, no siendo necesarias ya las aulas, se remodeló completamente el interior para adaptarlo a sus usos administrativos.[16]
- La Altruista: Fundada por Patricia Monzó Gallo en 1905 como Sociedad de Socorros Mutuos, en 1928 quedó configurada como sociedad cultural y recreativa, es decir, como casino. A diferencia de los casinos de inspiración política, La Altruista se fundó como espacio neutral, sin adscripción política y su donación fundacional de libros fue el embrión de la biblioteca pública municipal. El edificio actual se acabó de construir a finales de 1931, gracias a las aportaciones de los socios.[17] Se trata de un espacio austero, compuesto por dos cuerpos unidos entre sí por pilastras de ladrillo rústico. El inferior está formado por una puerta central de forma ojival y dos grandes arcos de medio punto en cuyo interior se albergan sendos ventanales. El superior consta de otros tres ventanales encuadrados, como los del cuerpo inferior, por arcos.[17] Al acabar la guerra civil, fue confiscada para celebrar las misas hasta que en 1948 se inauguró el actual templo.[17] Entonces se cedió a la Falange Española como local social. Posteriormente La Altruista ha albergado incluso la interpretación de conciertos sinfónicos, hasta que la banda de la Agrupación Artístico Musical de Tabernes Blanques dispuso de un auditorio propio en 1972.[18]
- Mercado: Fue construido alrededor de 1934 al borde de la antigua carretera de Barcelona, a fin de favorecer el comercio.[19] El edificio, de autor desconocido, constaba de una estructura de hierro colado envuelta de una cubrición de madera. Tras ser demolido, en 1988 se reconstruyó con mayores dimensiones pero la misma fisonomía, según planos de Vicente Casanova Carratalá.[19]

## Cultura

### Museos
- Museo Lladró: Es un museo privado de la compañía Lladró, famosa por la elaboración de figuras de porcelana. En sus salas se muestran obras que van desde la década de 1950 hasta la década de 1990 y que, por su calidad artística, han pasado a ser piezas de museo. Se exhibe además la Colección Pictórica Lladró, compuesta por unas 70 obras que van desde finales del siglo XIV a mediados del siglo XX, de autores como Juan de Juanes, Víctor Escorihuela, José de Ribera, El Greco o Vicente López entre otros.

### Festividades
- Fiestas Patronales: Se celebran el sábado anterior al tercer domingo de agosto, con el acto de la passà, el traslado de la imagen de la Virgen de los Desamparados de la ermita del Carraixet a la parroquia de la Trinidad. El domingo se celebra el día de la Virgen de los Desamparados y el martes siguiente se celebra el día de San Roque, patrón del pueblo. Las actividades incluyen mascletás y el sopar de Sant Roc (cena de San Roque), en el que se come el típico pan de San Roque con butifarras y longanizas, y al que sigue una verbena. El miércoles se celebra la tornà, la vuelta de la imagen de la Virgen de los Desamparados a su ermita. La procesión es acompañada de cohetes pirotécnicos y finaliza con un espectáculo de fuegos artificiales.

### Gastronomía
Platos típicos de Tabernes Blanques son la paella de abadejo, el guisado de costillas de cerdo con alcachofa (guisat de costelles de porc amb carxofa), la paella de hígado de buey (paella de fetge de bou) y el arroz con acelgas (arròs amb bledes).